# 外崎清隆
外崎 清隆（とのざき きよたか）は、オウム真理教の信者。青森県板柳町出身。ホーリーネームはローマサカンギヤ。省庁制が採用された後は、「建設省」を経て「自治省次官」となった。

## 来歴
実家は青森県内の農家で、経済的に苦しい中新聞配達などで家計を支えた。幼少期に神秘体験をしたが、その後は精神的空間を埋めるものはなかった。学歴もコネもなく、友人も笑いもない青年期を過ごしたという。県立高校を1982年に卒業後上京し、ガソリンスタンド店員や町工場工員、運送会社のアルバイトなどをしていた。他に今別町の接骨院でも数年勤務していた。

## 入信・出家
1985年9月に雑誌「ムー」でオウム神仙の会を知る。1986年11月にオウム神仙の会に入信し、1987年8月に出家。出家後は教団の出版物の販売活動、サリン原材料を土谷正実の化学実験棟「クシティガルバ棟」に搬入する作業などに関わったのち、省庁制導入後は「建設省」を経て「自治省」に所属。同省次官となって、麻原彰晃及び家族の身辺警護、専用車運転手を務めた。ロシアでの射撃ツアー、大型ヘリコプターの操縦練習、軍事訓練などに参加した。ロシアから帰国後に菩師に昇格した。

## 事件との関わり
1995年3月20日、地下鉄サリン事件の散布役であった横山真人の送迎を担当。詳細を知らないまま最後の謀議に加わったが、サリンの毒性も散布計画も理解しておらず「自分よりステージの高い横山の言うことを聞いていれば良い」程度の認識で「空腹だから後で何を食べよう」という気持ちで頭がいっぱいだったという。謀議の後、カルビ弁当を買いに行ったが、その弁当は新実智光に取られ、腹が立ったという。実行当日、緊張していた横山に「サラリーマン風にオロナミンCでも飲んだら」といって励ましたが、待機中はスポーツ新聞の競馬欄を見るなど、緊張感のない態度であった。4月7日、林郁夫、松本剛らの逃走を幇助するため石川県内にいたところを石川県警察に逮捕される。

## 裁判
裁判では、検察より無期懲役が求刑された。口下手な上、青森訛りもあってか証言に苦労し、泣くこともあり、裁判官から「私も同じ所で生まれ育ったから気持ちはよくわかる」と呼びかけられた。麻原の裁判における態度や、井上嘉浩に責任を押し付ける言動を見聞きして幻滅し、その後オウムを脱会した。井上の裁判に証人出廷した際は、「麻原の人類救済の教えに納得している部分はあるが、いまの（事件における責任回避の）態度はない、卑怯。井上も自分もかわいそう」と発言した。
2000年2月17日の第一審・2001年12月6日の控訴審とも求刑通りの判決が下った。2004年2月9日に最高裁で無期懲役が確定した。
2015年、高橋克也の公判に証人出廷した。